# Walter Ciani
Walter Ciani (Udine, 3 aprile 1934) è un ex calciatore italiano, di ruolo attaccante.

## Carriera
Walter Ciani trascorse la sua carriera di calciatore nel Como e nel Lugano, dove ricoprì  il ruolo di attaccante.